# Port Angeles East
Port Angeles East  est une census-designated place américaine, dans l'État de Washington. 
La population était de 3 036 habitants en 2010.